# New Routemaster
New Routemaster – autobus piętrowy produkowany w latach 2011–2017 przez przedsiębiorstwo Wrightbus, zaprojektowany na potrzeby transportu miejskiego w Londynie.

## Projekt i produkcja
W grudniu 2005 roku ze służby liniowej w Londynie wycofane zostały ostatnie egzemplarze autobusu AEC Routemaster. Autobus ten, zaprojektowany w latach 50. XX wieku, cieszył się dużą popularnością wśród pasażerów i stał się jednym z najbardziej rozpoznawalnych symboli Londynu jak i Wielkiej Brytanii. W 2008 roku Boris Johnson, wówczas nowo wybrany burmistrz Londynu (późniejszy premier Wielkiej Brytanii), podjął działania na rzecz stworzenia „nowego autobusu dla Londynu” (ang. New Bus for London), który atrakcyjnością miałby dorównywać dawnemu Routemasterowi. Autobus ten miał jednocześnie zastąpić eksploatowane od 2002 roku autobusy przegubowe, które wywoływały mieszane uczucia wśród londyńczyków.
W 2008 roku Transport for London (TfL), organ zarządzający transportem publicznym w Londynie, przeprowadził otwarty konkurs na projekt „nowego Routemastera” na XXI wiek. Spośród ponad 700 zgłoszeń wyłoniono dwa zwycięskie projekty – pierwszy opracowany wspólnie przez biuro projektowe Foster and Partners oraz przedsiębiorstwo motoryzacyjne Aston Martin, drugi – przez studio Capoco Design. W 2010 roku biuro projektowe Heatherwick Studio zaprezentowało projekt modelu produkcyjnego, w którym wykorzystano niektóre motywy stylistyczne zwycięskich propozycji. W tym samym roku spółka Wrightbus otrzymała kontrakt na realizację projektu i produkcję autobusów. Ze względu na zaangażowanie Johnsona, nowy autobus zyskał kolokwialne nazwy Boris Bus („autobus Borisa”) i Borismaster.
Produkcja odbywała się w zakładach Wrightbus w Ballymenie, w Irlandii Północnej. TfL złożyło początkowo zamówienie na osiem prototypowych egzemplarzy. Pierwszy pojazd opuścił fabrykę 4 listopada 2011 roku, a do służby liniowej trafił 27 lutego 2012 roku. Wszystkie znalazły się w eksploatacji przed rozpoczęciem Letnich Igrzysk Olimpijskich w Londynie w 2012 roku. W tym samym roku TfL zamówiło kolejnych 600 sztuk, z czasem liczba ta zwiększyła się do 1000. W styczniu 2017 roku nowy burmistrz Sadiq Khan zapowiedział, że TfL nie złoży dodatkowych zamówień, powołując się na wysokie koszty zakupu (od 325 do 350 tys. funtów, około 50 tys. więcej niż standardowy autobus piętrowy). Produkcja trwała do sierpnia 2017 roku, a ostatnia dostawa miała miejsce w lutym 2018 roku.
Łącznie zbudowanych zostało 1000 egzemplarzy, wszystkie dla Transport for London. Łączny koszt poniesiony przez TfL, włączając prace projektowe i zakup pojazdów, wyniósł 346 mln funtów. W marcu 2021 roku wszystkie zbudowane autobusy pozostawały w eksploatacji, stanowiąc 11% londyńskiej floty autobusowej oraz 15% eksploatowanych przez TfL autobusów piętrowych.

## Konstrukcja
Autobus ma 62 miejsca siedzące, w tym 40 na górnym pokładzie i 22 na dolnym, oraz 25 stojących. Pojazd liczy 11,23 m długości, 4,42 m wysokości i 2,52 m szerokości. W autobusie znajduje się dwoje schodów, jedne umieszczone za kierowcą, drugie z tyłu pojazdu. Wyposażony jest w troje drzwi, z czego tylne z założenia mogą pozostawać otwarte podczas jazdy, pozwalając pasażerom wsiadać i wysiadać poza przystankami. Rozwiązanie to nawiązuje do dawnych autobusów Routemaster, które miały z tyłu otwartą rampę. Do pierwowzoru nawiązuje także zaokrąglone nadwozie. Autobus jest niskopodłogowy, przystosowany do przewozu osób z niepełnosprawnością. Pojazd ma napęd hybrydowy, zapewniany przez 4-cylindrowy silnik wysokoprężny Cummins iSBe oraz silnik elektryczny Siemens ELFA II.

## Historia operacyjna
W Londynie ze względów bezpieczeństwa tylne drzwi pojazdu mogą pozostawać otwarte podczas jazdy wyłącznie w obecności konduktora. W lipcu 2016 roku specjalnie w tym celu zatrudnionych było 300 osób. Wówczas to zadecydowano, że tylne drzwi otwierane będą wyłącznie na przystankach, co pozwoliło na redukcję zatrudnienia i oszczędności na poziomie 10 mln funtów rocznie. W styczniu 2020 roku zlikwidowano możliwość wsiadania do autobusów New Routemaster przez tylne i środkowe drzwi w ogóle w celu redukcji liczby gapowiczów. Według ówczesnych szacunków odsetek pasażerów podróżujących bez biletu w pojazdach New Routemaster był dwukrotnie wyższy niż w pozostałych autobusach, a straty z tego tytułu szacowano na 3,6 mln funtów rocznie.

## Galeria

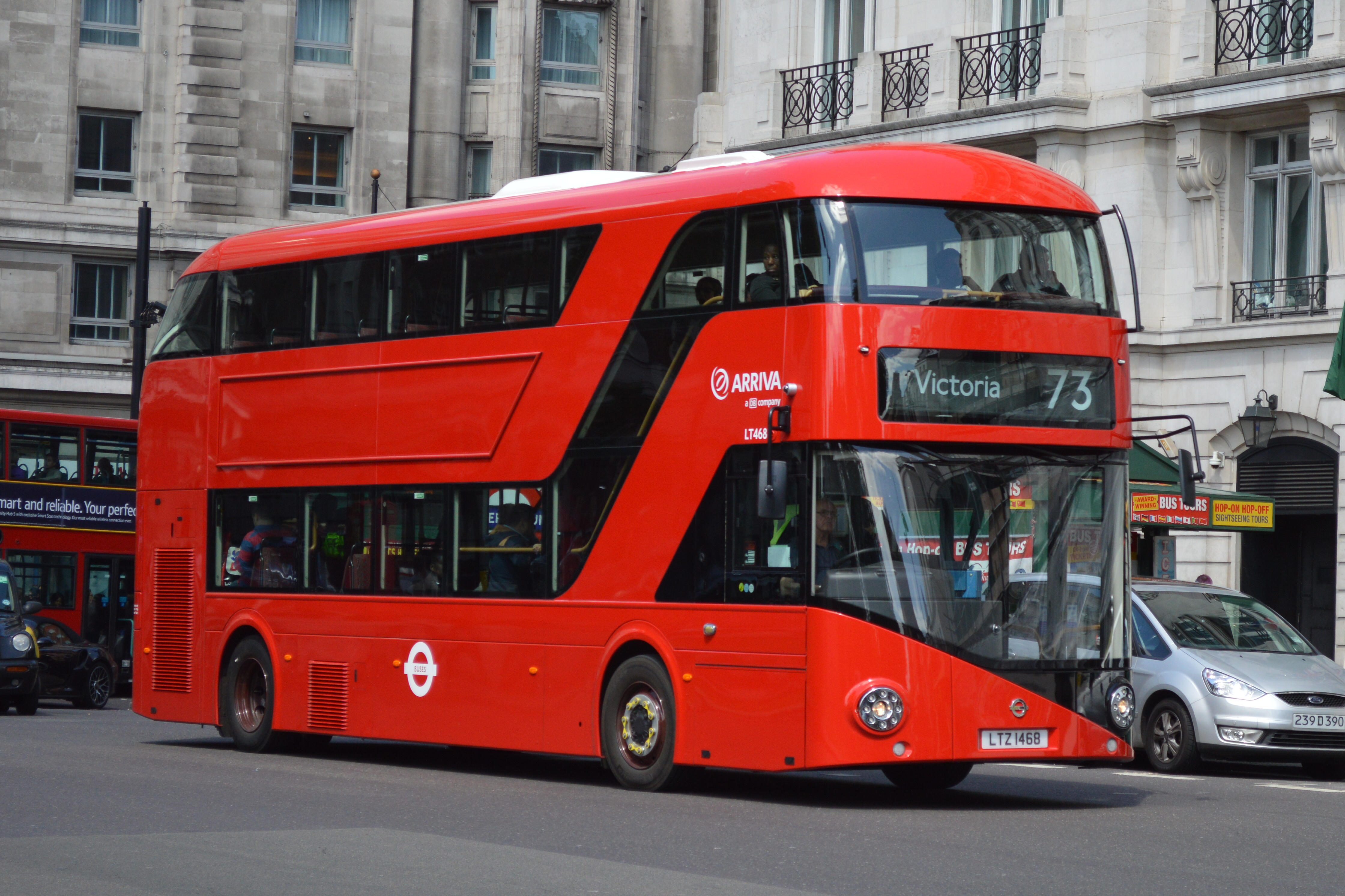
Widok z prawej strony
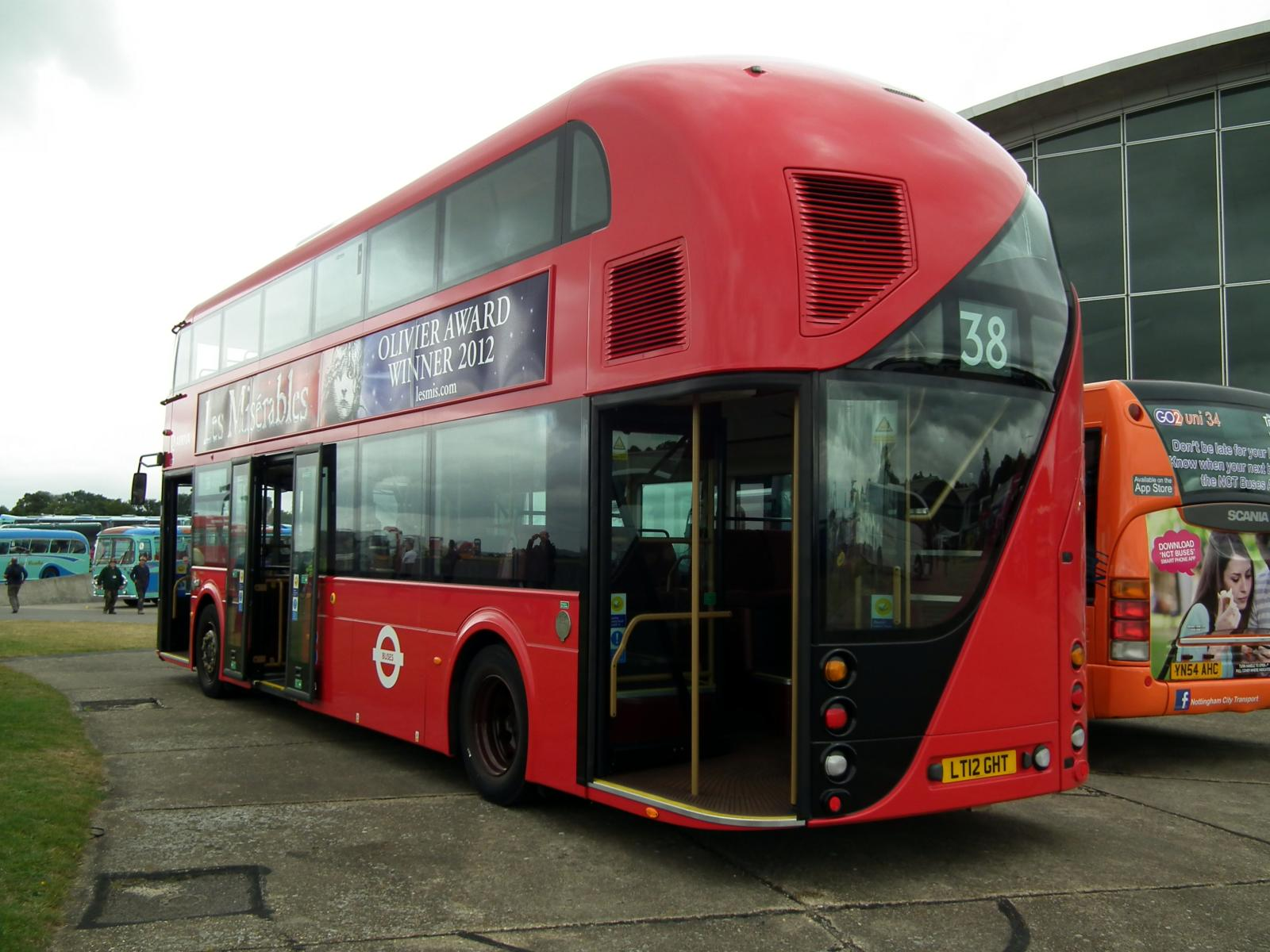
Widok z tyłu
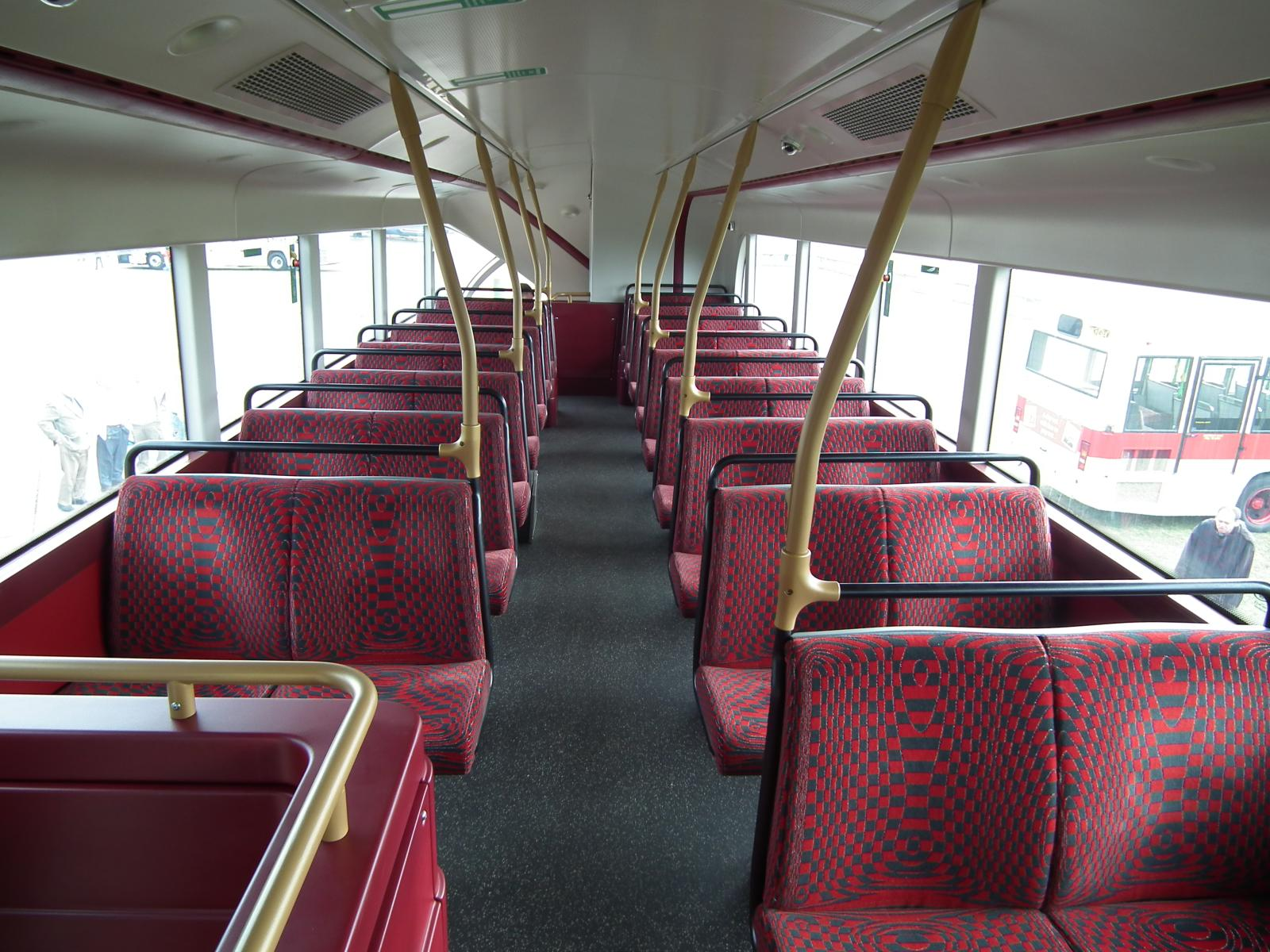
Wnętrze pojazdu – górny pokład
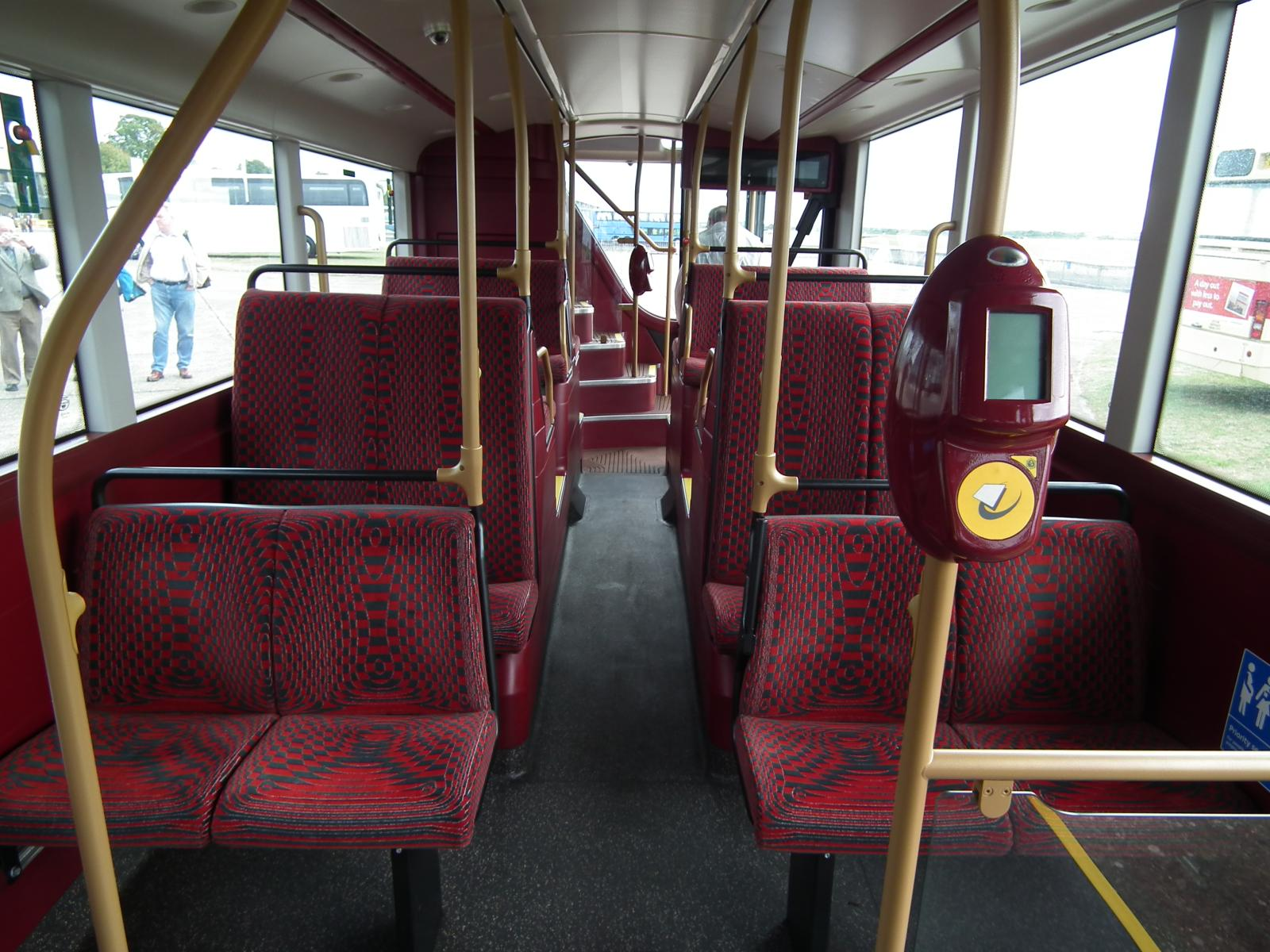
Wnętrze pojazdu – dolny pokład